# Leptomesochra confluens
Leptomesochra confluens är en kräftdjursart som beskrevs av Georg Ossian Sars 1911. Leptomesochra confluens ingår i släktet Leptomesochra och familjen Ameiridae. Arten är reproducerande i Sverige. Inga underarter finns listade i Catalogue of Life.